# Tschingelsee
Der Tschingelsee liegt im hinteren Kiental in der Gemeinde Reichenbach im Kandertal im Schweizer Kanton Bern.
Er entstand in der Nacht vom 18. auf den 19. Juli 1972 nach einem heftigen Gewitter, welches an den Hängen des Ärmighorns einen grossen Murgang verursachte. Die Geschiebefracht blockierte beim heutigen Zufluss des Sagibachs den Gornernbach (auch Gornerewasser genannt) und bildete einen Damm. Dahinter staute sich der Tschingelsee auf.

## Entstehung
Auf dem Luftbild vom 26. Juli 1961 ist die Tschingelalp zu erkennen (Bildmitte). Das schwere Unwetter in der Nacht vom 18. Juli 1972 löste am Ärmighorn einen Murgang aus, welcher die Tschingelalp verschüttete und rasch einen 6 m hohen Damm aufschüttete. Dahinter stauten sich die Bergbäche, z. B. der Gornerenbach, und bildeten über Nacht den 300 m breiten und 800 m langen Tschingelsee.

## Verlandung
Bedingt durch das Schrumpfen des Gamchigletschers führt der Gornerenbach seit den 1990er-Jahren immer mehr Geschiebe. Dieses Geschiebe wird grösstenteils im Tschingelsee abgelagert und führt zu dessen Verlandung.

## Schutzgebiet von nationaler Bedeutung
Im Jahr 1987 wurde der Tschingelsee in das Bundesinventar der Auengebiete von nationaler Bedeutung unter der Bezeichnung Tschingel und mit der Nummer BE 326 aufgenommen. Das geschützte Auengebiet misst 69,93 ha und ist als Fliessgewässer kategorisiert. Es umfasst die Gewässer Gamchibach, Gornerewasser und Tschingelsee. Das Auengebiet ist teilweise mit schottischen Hochlandrindern bestossen. Die Rinder helfen, die Verbuschung des Auengebiets in Grenzen zu halten.

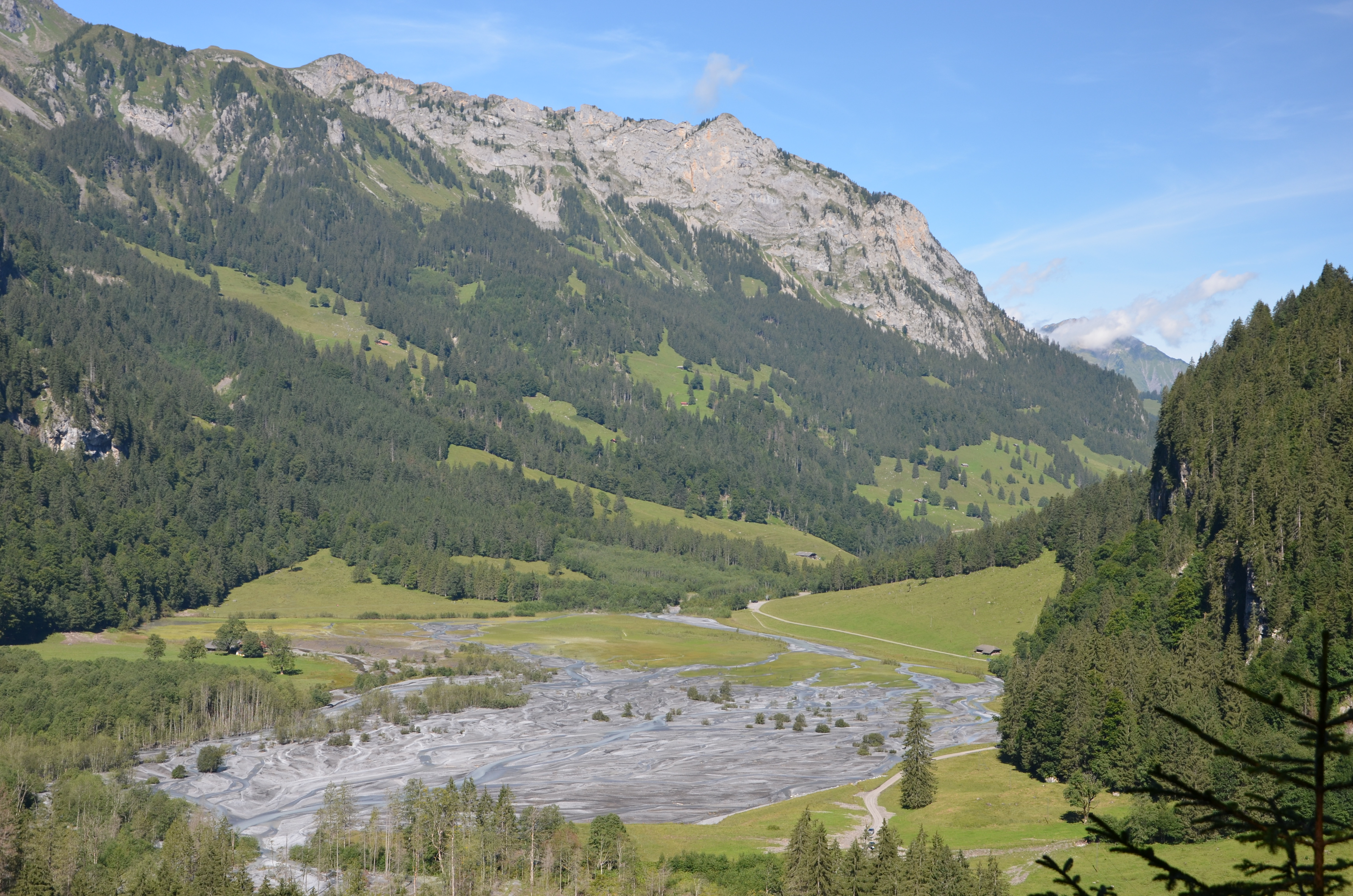
Was vom Tschingelsee 2014 übrig war
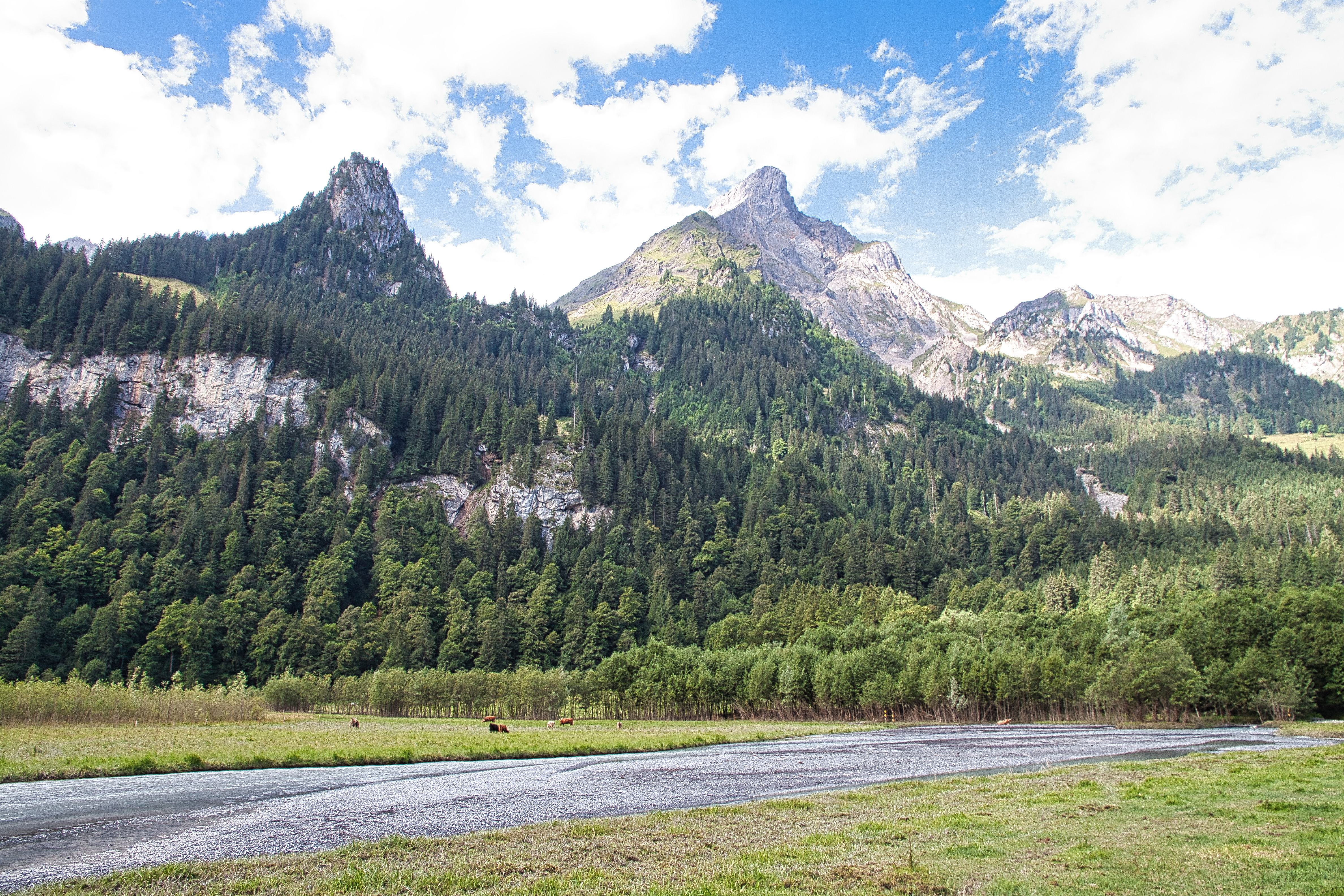
Das national bedeutende Auengebiet vor dem Ärmighore
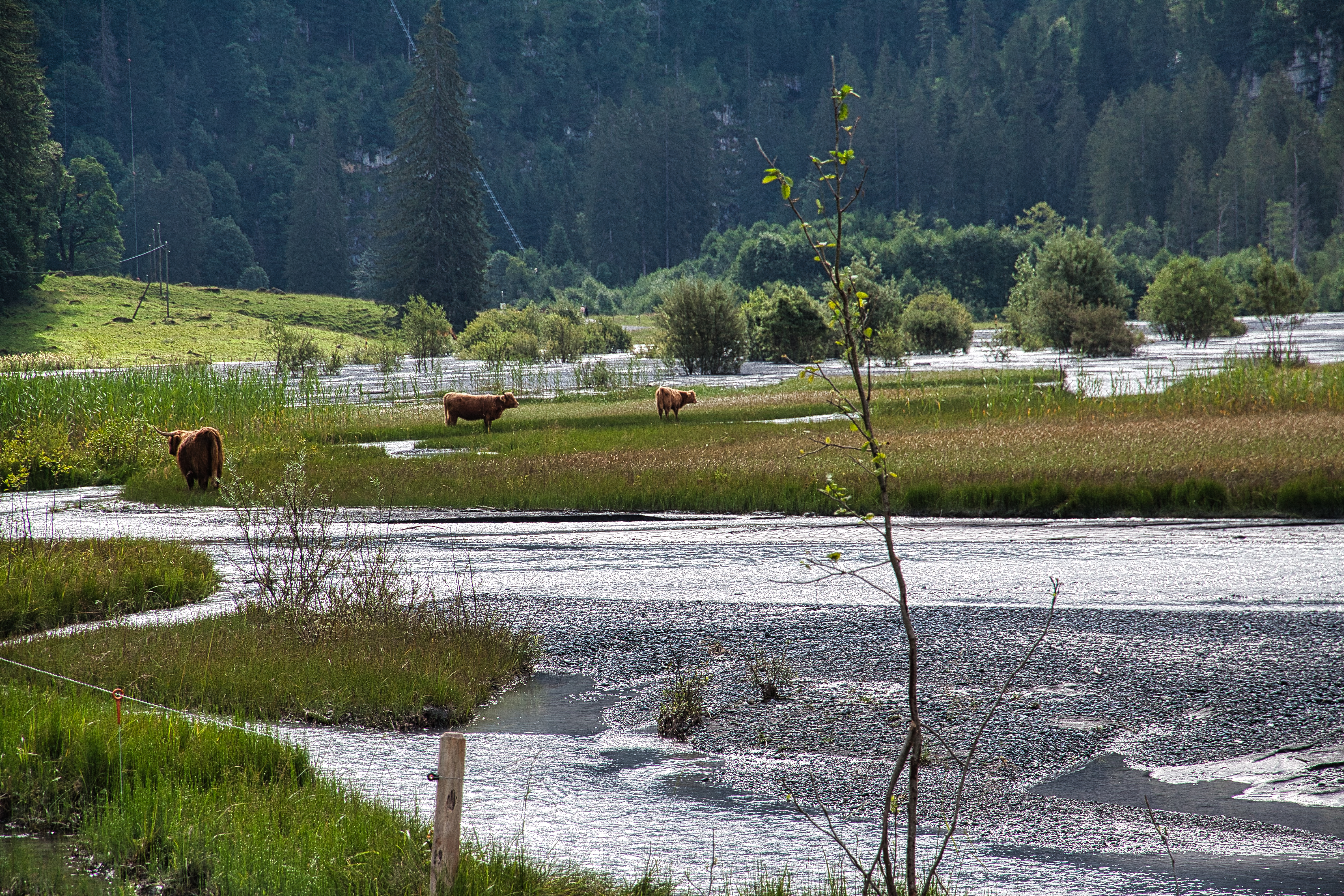
Schottische Hochlandrinder halten die Verbuschung in Grenzen
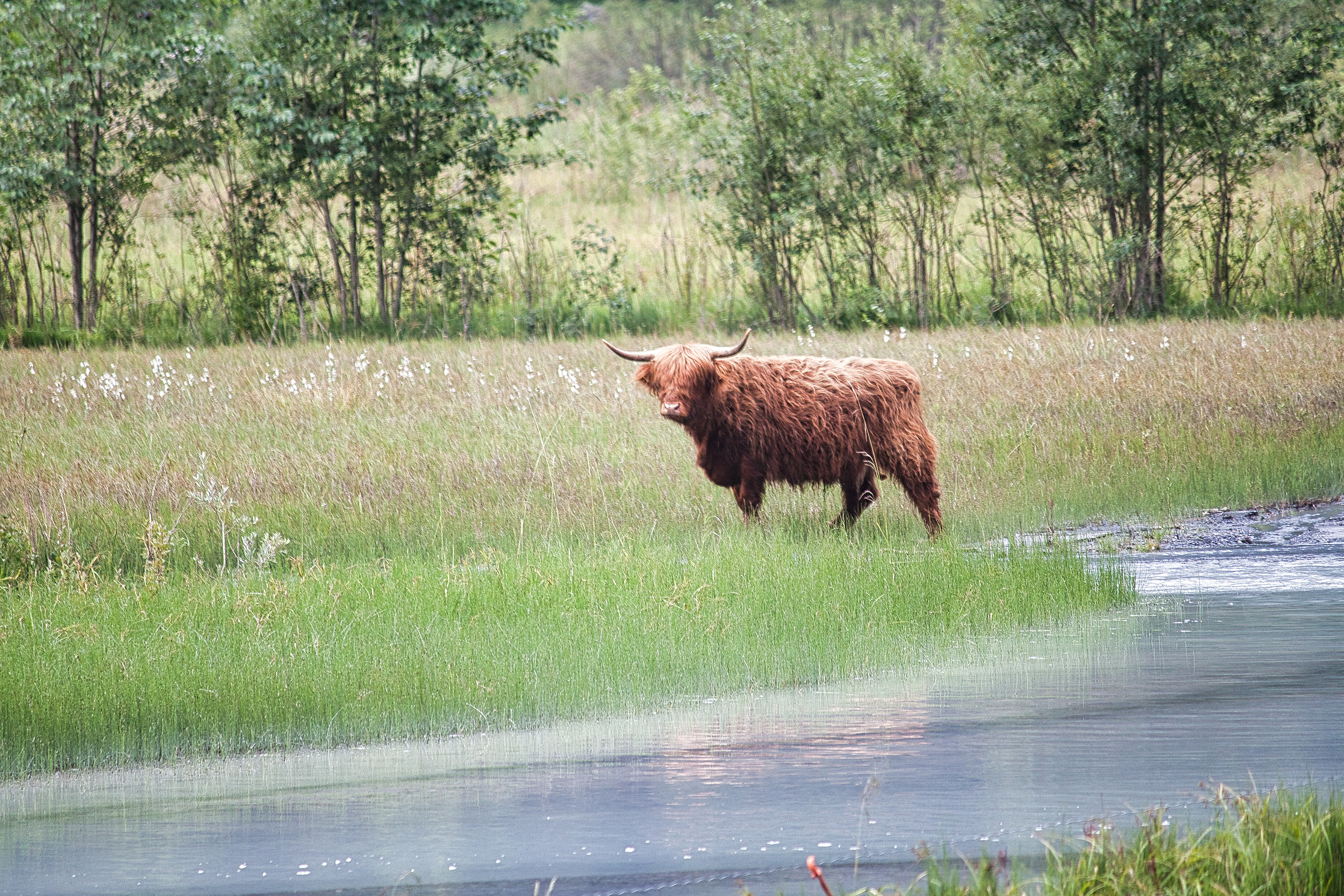
Schottisches Hochlandrind weidet im Tschingel